# Archer Daniels Midland
A Archer Daniels Midland Company (NYSE: ADM) ou ADM é um conglomerado com base em Decatur, Illinois, Estados Unidos. A ADM opera mais de 270 fábricas em todo o mundo, onde grãos de cereais e plantas oleaginosas são transformadas em inúmeros produtos utilizados na alimentação, bebidas, indústrias e forragem animal para mercados em todo o mundo.
A ADM também fornece serviços de transporte e armazenagem agrícola. As divisões da empresa incluem: ADM Cocoa, ADM Corn Processing, ADM Specialty Food Ingredients, ADM Milling, ADM Natural Health & Nutrition, ADM Food Oils. The American River Transportation Company juntamente com a ADM Trucking, Inc. são subsidiárias da ADM. As receitas fiscais da ADM para 2008 (que terminou em 30 de junho de 2008) foram de US$ 69,8 bilhões.
Em 2022, a empresa ocupou a 124ª posição no ranking das 500 maiores empresas do mundo, da Revista Fortune.

## Produtos e Serviços
O objetivo da ADM é atender as necessidades vitais sendo seus principais produtos no Brasil:
- Natural Health & Nutrition - A ADM oferece agentes bioativos que atendem à crescente demanda das indústrias de alimentos, bebidas, suplementos, cosméticos e alimentos para animais, por meio de ingredientes funcionais - com benefícios comprovados para a saúde dos consumidores - e por meio de ingredientes de origem vegetal para a formulação dos seus produtos. Entre estes ingredientes estão a vitamina E, Novatol®; os antioxidantes, os tocoferóis mistos, Decanox®; os fitoesteróis, CardioAid® e as isoflavonas de soja, Novasoy®   A ADM também oferece uma linha completa de ingredientes de fibra dietética solúvel de baixa viscosidade: Fibersol®   Para atender aos mercados de alimentos e bebidas que substituem a carne, a ADM também tem as linhas de proteínas de soja: Arcon (concentrado funcional), Profam (proteína isolada), TVP (proteína de soja texturizada) e Bakers Soy Flour.
- Nutrição Animal - A divisão de Nutrição Animal é responsável pelas vendas e distribuição de aminoácidos utilizados na alimentação de animais, como a L-Lisina HCl, a L-Lisina Líquida e a L-Treonina.
- Óleos - Atualmente, a ADM tem três marcas de óleo destinadas ao consumidor final: Os óleos de soja, Concórdia e Corcovado, e a família de óleos especiais, Vitaliv, que atualmente tem as versões de óleo de girassol, de milho e de canola.

## Sustentabilidade

### Moratória da Soja no bioma Amazônico
A ADM assinou a Moratória da Soja, assumindo o compromisso de não comprar soja cultivada em áreas recém desmatadas do Bioma Amazônico.
A Moratória da Soja é uma iniciativa liderada pela ABIOVE (Associação Brasileira da Indústria de Óleos Vegetais) e a ANEC (Associação Nacional dos Exportadores de Cereais) para atender à demanda do mercado internacional por soja sustentável, que compreende cerca de 90% do mercado de soja no Brasil.
O monitoramento das áreas desmatadas é feito por imagens de satélite. Este sistema de monitoramente permite que os membros da Moratória tenham certeza de que estão comprando soja de agricultores que estão em conformidade com a Moratória e, ao mesmo tempo, estão bloqueando agricultores que não estão em conformidade com a Moratória, que ficam impossibilitados de venderem as suas produções para os membros da Moratória da Soja.

### Lista de Áreas Embargadas pelo Ibama
A ADM não comercializa grãos produzidas em áreas embargadas pelo IBAMA. A ADM também não vende insumos agrícolas ou financia a produção em áreas embargadas.
Desde abril de 2008, o IBAMA anuncia em seu site uma lista pública com todas as áreas embargadas devido ao desmatamento indevido.
A Lista de Áreas Embargadas é atualizada diariamente e está disponível para consulta no site do IBAMA.

### Pacto Nacional pela Erradicação do Trabalho Escravo
A ADM assinou o pacto em 2007, comprometendo-se a não negociar com fornecedores ou clientes cujos nomes constam na 'Lista Suja do Trabalho Escravo' elaborada pelo Ministério do Trabalho.
O Pacto Nacional pela Erradicação do Trabalho Escravo é um acordo público que as empresas assumem para evitar a escravidão e trabalho análogo ao de escravo, dentro das empresas e de suas cadeias de produção.

### Programa Produzindo Certo
O Programa Produzindo Certo é a iniciativa mais importante da ADM do Brasil para o desenvolvimento de uma cadeia de suprimentos sustentável de soja.
Em parceria com a ONG Aliança da Terra, o programa visa incentivar os produtores brasileiros de soja a adotarem práticas agrícolas sustentáveis para reduzir o impacto ambiental e garantir boas condições de trabalho aos trabalhadores.
Como o programa funciona?
Visita à propriedade e Diagnóstico Socioambiental
Os técnicos da ONG Aliança da Terra visitam o local de produção para mapear a propriedade, analisar as operações agrícolas e identificar aspectos positivos, assim como áreas que requerem melhorias. Todas as informações são utilizadas para produzir um diagnóstico da propriedade, o qual é compartilhado com o produtor.
Plano de Ação e Verificação Annual
Um plano de ação de melhorias é elaborado com base no Diagnóstico Socioambiental da propriedade. A orientação técnica também é fornecida. Após um ano, a Aliança da Terra visita o local de produção para avaliar o progresso em relação ao plano inicial.
Mais de 300.000 hectares de soja dos nossos fornecedores já estão cadastrados neste programa. Outros 400.000 hectares serão incluídos no programa até o final de 2011.

## Ligações Externas
- Archer Daniels Midland website
- International Labor Rights Fund
- Rainforest Action Network's campaign against Rainforest Agribusiness
- «Patents owned by Archer Daniels Midland». US Patent & Trademark Office. Consultado em 6 de dezembro de 2005
- Archer Daniels Midland: The Exxon of corn? - 2006 Grist Magazine article
- Archer Daniels Midland (ADM): Trade of the Week - Optionszone.com Article
- Archer Daniels Midland biomass timeline
- Archer Daniels Midland: A Case Study In Corporate Welfare